# ボブ・マクドネル
ロバート・フランシス “ボブ” マクドネル（英語：Robert Francis "Bob" McDonnell、1954年6月15日 - ）は、アメリカ合衆国の政治家、軍人、法律家。第44代バージニア州司法長官、第71代バージニア州知事を務めた。所属政党は共和党で、宗教はカトリックである。モーリーン夫人との間に5人の子供がいる。

## 出自・学歴
1954年6月15日にペンシルベニア州フィラデルフィアに誕生し、バージニア州で育つ。実父はアイルランド系のアメリカ空軍の元将校で、母はアルザスに起源を持つドイツ系である。
地元の高校を経てノートルダム大学に進み、同大学では予備役将校訓練課程（ROTC）に参画した。後に陸軍に志願し、1997年に予備役を退くまで21年間籍を置いた。最終的な階級は予備役中佐。またノートルダム大学卒業後に籍を置いたボストン大学でMBAを取得している。

## 政治経歴
マクドネルが政治キャリアをスタートさせるのは、1992年に行われた地元のバージニア州議会の下院選挙からである。この選挙で同州の84区（バージニアビーチが地盤）から出馬・当選を果たす。以降も順当に再選を重ね、2005年まで7期14年に渡って同職を務めた。在任中は司法委員長・規律委員長などを歴任した他に2000年から2005年までは共和党の下院院内総務補佐も務めた。
2005年には同州の司法長官選挙に出馬して当選し、2006年1月から2009年2月まで同職を務めた。司法長官在任中には2009年11月に予定されていた同州の知事選挙の必勝候補として嘱望され、出馬する。選挙戦では民主党のクレイグ・ディーズ州議会上院議員を終始圧倒し、最終的には17ポイントもの差をつけ圧勝した。なお、共和党は知事選と同時に実施された副知事選選挙・司法長官選挙・下院議員選挙の各選挙でも圧勝している。
イデオロギー的には共和党内の保守本流に属し、妊娠中絶に反対の立場をとるプロライフ派で、「武装する権利」擁護の立場をとる。州知事選挙ではアーカンソー州のマイク・ハッカビー前州知事やマサチューセッツ州のミット・ロムニー前州知事、全米ライフル協会などからの支持を受ける一方で、アラスカ州のサラ・ペイリン前州知事の応援要請に関しては強くこれを拒絶している。
2010年1月16日に正式に71代目バージニア州知事に就任した。また2010年1月27日に行われたバラク・オバマ大統領の一般教書演説に対する反論演説を、地元・バージニア州議会で行った（近年は大統領の一般教書演説に対する反論演説を野党が行うことが定着しており、2009年の同大統領の施政方針演説に対する反論演説はルイジアナ州のボビー・ジンダル州知事が行った）。